# Rik Van Looy
Henri ("Rik") Van Looy (født 20. december 1933, død 17. december 2024) var en belgisk professionel cykelrytter. Han gik under kaldenavnene Kongen af Klassikerne eller Kejseren af Herentals (efter den landsby i Flandern, hvor han boede). Han blev verdensmester to gange og var den første til at vinde alle de fem største klassikere i cykelsporten – de såkaldte "monumenter".
Som amatør deltog han i OL 1952 i Helsinki, og her måtte han udgå af linjeløbet, men skønt han udgik var han dog med til at vinde holdløbet, da hans tre landsmænd, André Noyelle (nummer ét), Robert Grondelaers (nummer to) og Lucien Victor (nummer fire) kørte godt nok til at hente guldmedaljerne (kun resultaterne for de tre bedste fra hvert land blev regnet med).

## Sejre
- Grønne pointtrøje i Tour de France (1963)
- Milano-Sanremo (1958)
- Flandern Rundt (1959, 1962)
- Holland Rundt (1956, 1957)
- Gent-Wevelgem (1956, 1957, 1962)
- Lombardiet Rundt (1959)
- Paris-Roubaix (1961, 1962, 1965)
- Liège-Bastogne-Liège (1961)
- Verdensmesterskabet: Guld i 1960 og 1961, sølv i 1956 og 1963)